# Gamebryo
Gamebryo (do 2003 NetImmerse) – silnik gier komputerowych napisany w języku C++. Został stworzony przez amerykańskie przedsiębiorstwo Gamebase i jest używany w grach stworzonych przez takich producentów, jak Bethesda Softworks, 2K Games, Disney, Ubisoft, Firaxis Games, Sony Computer Entertainment i NCsoft.

## Gry oparte na Gamebryo
- Empire Earth II
- Empire Earth III
- Fallout 3
- Fallout: New Vegas
- Rift
- Civilization IV
- Sid Meier’s Pirates!
- The Elder Scrolls III: Morrowind
- The Elder Scrolls IV: Oblivion
- Warhammer Online: Age of Reckoning
- Catherine
- Bully: Scholarship Edition
- Divinity II: Ego Draconis (DLC: Flames of Vengeance)
- Black Prophecy[3]